# Crisis de los rehenes surcoreanos en Afganistán de 2007
La crisis de los rehenes surcoreanos en Afganistán de 2007 comenzó el 19 de julio del 2007, cuando 23 misioneros surcoreanos fueron capturados y mantenidos como rehenes por miembros talibán mientras circulaban a través de la provincia de Ġaznī de Afganistán. Dos de los rehenes fueron ejecutados antes de que se concluyera un acuerdo entre los talibanes y el gobierno de Corea del Sur. El grupo consistente de 16 mujeres y siete hombres, fue capturado mientras viajaban desde Kandahar a Kabul en bus en una misión patrocinada por la iglesia presbiteriana Saemmul. La crisis comenzó cuando dos hombres de la región abordaron el bus, luego de que el chófer se detuvo y les permitió ascender, los hombres comenzaron a disparar y detuvieron la marcha del vehículo. Durante el siguiente mes, los rehenes fueron escondidos en sótanos y granjas y regularmente eran cambiados de ubicación desplazándolos en grupos de tres o cuatro.
De los 23 rehenes capturados, dos hombres, Bae Hyeong-gyu y Shim Seong-min fueron asesinados el 25 de julio y el 30 de julio respectivamente. Posteriormente, en el curso de las negociaciones, el 13 de agosto liberaron a dos mujeres, Kim Gyeong-ja y Kim Ji-na, los 19 rehenes restantes fueron liberados el 29 de agosto y el 30 de agosto.
La liberación de los rehenes se consiguió luego de que el gobierno sur coreano prometiera retirar a finales del 2007 los 200 efectivos militares que tenía asentados en Afganistán.  Si bien el gobierno de Corea del Sur nunca lo confirmó, un portavoz talibán afirmó que el grupo habría recibido unos 20 millones de dólares norteamericanos a cambio de la seguridad de los misioneros capturados.

## Lista de rehenes
| Nombre romanizado | Nombre Hangul | Nombre Hanja | Sexo   | Nacido | Status                                                                     |
| ----------------- | ------------- | ------------ | ------ | ------ | -------------------------------------------------------------------------- |
| Bae Hyeong-gyu    | 배형규        | 裵亨圭       | Hombre | 1965   | asesinado el 25 de julio de 2007                                           |
| Shim Seong-min    | 심성민        | 沈聖珉       | Hombre | 1978   | asesinado el 30 de julio de 2007                                           |
| Kim Gyeong-ja     | 김경자        | 金慶子       | Mujer  | 1970   | liberada el 13 de agosto de 2007                                           |
| Kim Ji-na         | 김지나        | 金智娜       | Mujer  | 1975   | liberada el 13 de agosto de 2007                                           |
| Lyu Gyeong-shik   | 류경식        | 柳慶植       | Hombre | 1952   | liberado el 29 de agosto de 2007                                           |
| Ko Sei-hoon       | 고세훈        | 高世勳       | Hombre | 1980   | liberado el 29 de agosto de 2007                                           |
| Lyu Jeong-hwa     | 유정화        | 柳貞和       | Mujer  | 1968   | liberada el 29 de agosto de 2007                                           |
| Lee Seon-yeong    | 이선영        | 李善英       | Mujer  | 1970   | liberada el 29 de agosto de 2007                                           |
| Lee Ji-yeong      | 이지영        | 李智英       | Mujer  | 1970   | liberada el 29 de agosto de 2007 (se le ofreció liberarla el 13 de agosto) |
| Han Ji-yeong      | 한지영        | 韓智英       | Mujer  | 1973   | liberada el 29 de agosto de 2007                                           |
| Lee Jeong-ran     | 이정란        | 李貞蘭       | Mujer  | 1974   | liberada el 29 de agosto de 2007                                           |
| Lim Hyeon-ju      | 임현주        | 林賢珠       | Mujer  | 1975   | liberada el 29 de agosto de 2007                                           |
| Cha Hye-jin       | 차혜진        | 車惠珍       | Mujer  | 1976   | liberada el 29 de agosto de 2007                                           |
| An Hye-jin        | 안혜진        | 安惠珍       | Mujer  | 1976   | liberada el 29 de agosto de 2007                                           |
| Seo Myeong-hwa    | 서명화        | 徐明和       | Mujer  | 1978   | liberada el 29 de agosto de 2007                                           |
| Lee Ju-yeon       | 이주연        | 李週妍       | Mujer  | 1980   | liberada el 29 de agosto de 2007                                           |
| Je Chang-hee      | 제창희        | 諸昌熙       | Hombre | 1969   | liberado el 30 de agosto de 2007                                           |
| Song Byeong-woo   | 송병우        | 宋炳宇       | Hombre | 1974   | liberado el 30 de agosto de 2007                                           |
| Seo Gyeong-seok   | 서경석        | 徐京石       | Hombre | 1980   | liberado el 30 de agosto de 2007                                           |
| Kim Yoon-yeong    | 김윤영        | 金允英       | Mujer  | 1972   | liberada el 30 de agosto de 2007                                           |
| Pak Hye-yeong     | 박혜영        | 朴惠英       | Mujer  | 1972   | liberada el 30 de agosto de 2007                                           |
| Lee Seong-eun     | 이성은        | 李成恩       | Mujer  | 1983   | liberada el 30 de agosto de 2007                                           |
| Lee Yeong-gyeong  | 이영경        | 李英慶       | Mujer  | 1985   | liberada el 30 de agosto de 2007                                           |